# Kerubino Kuanyin Bol
Kerubino Kuanyin Bol (geb. 1948; gest. 10. September 1999) war einer der Mitbegründer des Sudan People’s Liberation Movement (SPLM) und einer der Führer der Sudan People’s Liberation Army (SPLA) während des Zweiten Sudanesischen Bürgerkrieges (1983–2005). Es heißt, er habe in diesem Konflikt den ersten Schuss abgegeben. Der Konflikt entspann sich, nachdem die Regierung in Khartum das islamische Recht (Scharia) für das gesamte Land einführte, inklusive der südlichen Region, welche 2011 zur Republic of South Sudan wurde. Die Menschen in dieser Region sind vom Christentum und/oder einer traditionellen animistischen Religion geprägt.

## Leben

### Jugend
Bol wurde 1948 in Twic County in der Region Bahr al-Ghazal im Westen des südlichen Sudan geboren. Er gehört zum Volk der Dinka. Er erhielt seine Schulbildung an einer katholischen Missions-Grundschule und erhielt auch noch weitere Bildung.
1955 desertierte ein Bataillon von Soldaten aus dem südlichen Sudan. Sie wurden zu Keimzelle der Rebellengruppe Anyanya im Ersten Sudanesischen Bürgerkrieg (1955–1972), welcher andauerte, bis der Süden des Sudan durch das Friedensabkommen von Addis Abeba regionale Autonomie zugesprochen bekam. Bol schloss sich der Anyanya an und blieb auch nach Ende des Bürgerkriegs beim Militär.

### Kommandant der SPLA
Am 16. Mai 1983 begannen Bol und William Nyuon Bany einen Aufstand mit ihren Männern des Battalion 105 in Bor. Sie gründeten die SPLA. Im Juni 1983 schloss sich Colonel John Garang de Mabior der meuternde Garnison von Bor an. Kerubino ernannte Garang zum Commander-in-Chief, machte sich selbst zum zweiten Kommandanten, Bany zum dritten und Salva Kiir zum vierten. Bany war zudem Chief of Staff, Arok Thon Arok, der als Verwandter von Garang galt, war der fünfte Senior Commander des Permanent Political Military Office der SPLA.
In 1986 wurde Bol stellvertretender Commander-in-Chief der SPLA und stellvertretender Vorsitzender des SPLM Provisional Executive Committee. 1987 führte er eine erfolgreiche Attacke gegen mehrere Städte in der Provinz Blue Nile im Osten des Sudan. Er war dabei zu ehrgeizig und wurde beschuldigt einen Coup gegen Garang zu planen. Daraufhin wurde er für die nächsten sechs Jahre inhaftiert.

### Kommandant der SSIM
Im August 1991 verkündeten Riek Machar, Lam Akol und Gordon Kong, dass Garang aus der SPLM ausgeschlossen worden sei. Sie bildeten daraufhin eine rivalisierende Miliz, die so genannte SPLA-Nasir, nach ihrer Basis in der Stadt Nasir.
Am 5. April 1993 verkündeten drei Rebellen Factionen – inklusive SPLA-Nasir (unter Lam Akol und gemeinsam mit Machar und Bany) – bei einer Pressekonferenz in Nairobi, dass sie eine Koalition eingingen, die so genannte „Sudanese People’s Liberation Army-United“ (SPLA-United). In diese Koalition wurden einige Personen aufgenommen, die früher Offizielle für Garang und in anderen südlichen Gruppierungen gewesen waren. Bols Dinka-Einheiten waren eine wichtige Unterstützung für die früher von den Nuer dominierte SPLA-Nasir. Bol wurde wieder stellvertretender Commander in Chief. Obwohl sie für die Unabhängigkeit des Südsudan eintraten, erhielt die Gruppe Unterstützung von der Regierung des Sudan, da sie zwischen 1991 und 1999 zugleich gegen die SPLA kämpfte, in Gefechten, die zunehmend gewalttätig und ethnisch motiviert wurden.

### Verbündeter der Regierung
Anfang 1995 entließ Machar Bol und Bany aus seiner South Sudan Independence Movement (SSIM), weil sie militärische und politische Vereinbarungen mit der Regierung des Sudan getroffen hatten, und, weil sie versucht hatten eine Regierungs-gestützte Faction in der SSIM aufzubauen.
Die Regierung des Sudan versuchte Bol zu einem Führer in seiner Heimatprovinz aufzubauen, aber er konnte keine Unterstützung durch die Dinka vor Ort aufbringen, und die Mitglieder seiner Miliz kehrten in ihre Dörfer zurück.
Im Januar 1998 besetzten Bols Männer kurzzeitig Wau, die Hauptstadt von Bahr al-Ghazal.
Aus dieser starken Position heraus, forderte er wieder in die SPLA aufgenommen zu werden. Er wurde angenommen aber in eine Position im Hauptquartier beordert anstatt in eine regionale Position. Angewidert kehrte er zur Regierung des Sudan zurück und 1999 schloss er sich der South Sudan United Army an, einer Miliz unter Führung von Paulino Matip Nhial.

## Tod
Noch 1999 überwarf sich der Kommandant Peter Gadet mit Paulino Matip. Im Verlauf der folgenden Kämpfe wurde Bol unter obskuren Umständen am 10. September 1999 erschossen. Er hinterließ mehrere Frauen und mehr als 20 Kinder.